# テニアン海峡
テニアン海峡（テニアンかいきょう、Tinian Channel）は、アメリカ合衆国自治領北マリアナ諸島にあるテニアン島と、その南の小島アギガン島（アグイハン島）との間を隔てている幅8kmの海峡。

## 地形
- 巽礁(Tatsumi Reef) - テニアン島の南東約2マイル(約3.3km)先にある礁。テニアン海峡の北東部に位置する[2]。